# 平橋鄉 (鄰水縣)
平橋鄉，是四川省鄰水縣曾经下辖的一个乡。

## 沿革[1]
1953年4月24日，第一區(城北區)公所從城北鄉划出太平、平安、東鄰、馬鄰、青和、青坪6個村，增建平橋鄉人民政府。1956年1月。平橋鄉併入城北鄉，平橋鄉人民政府撤銷。